# Nelson Freire
Nelson José Pinto Freire (ur. 18 października 1944 w Boa Esperança, zm. 1 listopada 2021 w Rio de Janeiro) – brazylijski pianista, uważany za jednego z najwybitniejszych pianistów drugiej połowy XX wieku.

## Życiorys
Naukę gry na fortepianie rozpoczął w wieku 3 lat pod kierunkiem Lucii Branco i Nise Obino. Pierwszy publiczny recital dał w wieku 5 lat, grając Sonatę A-dur Mozarta. Gdy miał 12 lat grał z orkiestrą V koncert fortepianowy Beethovena.
W 1957, po wygranej w konkursie pianistycznym w Rio de Janeiro, kontynuował edukację u Brunona Seidlhofera w Wiedniu. W 1964 zdobył medal im. Dinu Lipattiego w Londynie i I nagrodę na konkursie im. José Vianna da Motty w Lizbonie.
Koncertował w najważniejszych ośrodkach na całym świecie; zapraszany był do współpracy przez tak znakomite orkiestry, jak Filharmonicy Berlińscy, Münchner Philharmoniker, Bayerisches Rundfunk Orchester, Tonhalle-Orchester Zürich, Filharmonicy Wiedeńscy, Koninklijk Concertgebouworkest, London Symphony Orchestra, Orchestre national de France, Orchestre philharmonique de Radio France, Orchestre de la Suisse Romande oraz czołowe orkiestry z USA i Japonii.
W 1999 roku zagrał w Warszawie koncert uświetniający obchody 150 rocznicy śmierci Fryderyka Chopina.
Współpracował z takimi dyrygentami jak Pierre Boulez, Riccardo Chailly, Charles Dutoit, Walerij Giergijew, Eugen Jochum, Fabio Luisi, Lorin Maazel, Kurt Masur, Rudolf Kempe, Václav Neumann, Seiji Ozawa, André Previn, Giennadij Rożdiestwienski, David Zinman i Hugh Wolff.
Wielkie sukcesy przyniosły mu także występy z Marthą Argerich w Europie, Japonii, Brazylii, Argentynie i USA. 
2 października 2010 na koncercie inauguracyjnym XVI Konkursu Chopinowskiego wystąpił razem z nią, wykonując Sonatę D-dur KV 381 Mozarta, Rondo A-dur Schuberta, Wariacje b-moll na temat Haydna Brahmsa oraz Sonatę na dwa fortepiany i perkusję Bartóka.
Jego płyty wydawały m.in. Sony/CBS, Teldec, Deutsche Grammophon i Decca Records.
 Otrzymał także tytuł Solisty Roku przyznawany przez francuskie Victoires de la Musique (2002) i nominację do Grammy za najlepszą płytę solową (nagranie Chopina, 2006).
Wydane przez Wydawnictwo Agora nagrania Nelsona Freire Chopin – Tom 3 – Etiudy uzyskały certyfikat platynowej płyty.
Zmarł 1 listopada 2021 w wyniku upadku we własnym domu w Joá w zachodniej części Rio de Janeiro. 3 listopada został pochowany w rodzinnym grobowcu na cmentarzu miejskim w Boa Esperança.

## Odznaczenia
- Komandor Orderu Sztuki i Literatury (2007)
- Kawaler Legii Honorowej (2011)[9]